# Je suis un no man's land
Pour plus de détails, voir Fiche technique et Distribution.
Je suis un no man's land est un film français réalisé par Thierry Jousse, réalisé en 2010, sorti en 2011.

## Synopsis
Philippe est chanteur et, dans l’existence d’un chanteur, il y a des moments où tout s’accélère surtout quand une groupie déjantée, des parents délaissés, une ornithologue lunaire et un ami d’enfance coriace s'évertuent à vous compliquer la vie. Comment s'en sortir ?

## Fiche technique
- Réalisation : Thierry Jousse
- Assistants-réalisateurs : 1) Sébastien Rudler / 2) Laetitia Alexandrowski
- Scénario : Thierry Jousse, Jérôme Larcher et Camille Taboulay
- Adaptation et dialogues : Thierry Jousse et Jérôme Larcher
- Musique  composée, interprétée et produite par: Daven Keller
- Chansons : Philippe Katerine
- Décors : Samuel Bordet
- Costumes : Marie-Laure Pinsard
- Photographie : Olivier Chambon
- Son et montage son : Cédric Deloche et Sébastien Noiré
- Mixage : Emmanuel Croset
- Montage : Albane Penaranda
- Production : Laetitia  Fèvre ; producteurs associés : Michel Klein, Philippe Grivel
- Société de production : Les Films Hatari, en association avec Cinémage 4
- Sociétés de distribution :
- Sophie Dulac Distribution (en salles)
- Arte France (DVD)
- Pays de production :  France
- Durée : 92 minutes
- Date de sortie : 
  - France : 26 janvier 2011

## Distribution
- Philippe Katerine : Philippe
- Julie Depardieu : Sylvie
- Aurore Clément :  la mère de Philippe
- Jackie Berroyer : le père de Philippe
- Judith Chemla : Chloé
- Jean-Michel Portal : Patrick Vidal
- Christian Waldner : Raoul
- Jacques Fornier : Emile
- Daven Keller, Philippe Eveno et Antoine Mounier : les musiciens de Philippe

## Réception critique
Serge Toubiana, critique de cinéma et directeur de la cinémathèque française, a apprécié le film. Sur son blog, il écrit : « Je suis un no man’s land m’a épaté par son caractère insolite : à chaque plan, à chaque scène, j’étais en territoire inconnu. On ne devine rien à l’avance, on marche à tâtons, en se guidant à l’aide d’une lampe de poche, dans cette histoire à la fois burlesque et mélancolique. »